# Élections législatives de 1973 dans les Bouches-du-Rhône
Les élections législatives françaises de 1973 se déroulent les 4 et 11 mars 1973.
Dans le département des Bouches-du-Rhône, onze députés sont à élire dans le cadre de onze circonscriptions.

## Élus
| Circonscription | Député sortant                          | Parti | Parti | Député élu ou réélu | Parti | Parti |
| --------------- | --------------------------------------- | ----- | ----- | ------------------- | ----- | ----- |
| 1re             | Henri Arnaud suppléant de Joseph Comiti |       | UDR   | Joseph Comiti       |       | UDR   |
| 2e              | Pierre Lucas                            |       | UDR   | Charles-Émile Loo   |       | PS    |
| 3e              | Gaston Defferre                         |       | PS    | Gaston Defferre     |       | PS    |
| 4e              | François Billoux                        |       | PCF   | François Billoux    |       | PCF   |
| 5e              | Robert Gardeil                          |       | RI    | Georges Lazzarino   |       | PCF   |
| 6e              | Edmond Garcin                           |       | PCF   | Edmond Garcin       |       | PCF   |
| 7e              | Paul Cermolacce                         |       | PCF   | Paul Cermolacce     |       | PCF   |
| 8e              | Jean Masse                              |       | PS    | Jean Masse          |       | PS    |
| 9e              | Louis Philibert                         |       | PS    | Louis Philibert     |       | PS    |
| 10e             | René Rieubon                            |       | PCF   | René Rieubon        |       | PCF   |
| 11e             | Charles Privat                          |       | PS    | Vincent Porelli     |       | PCF   |

## Résultats

### Résultats à l'échelle du département
| Parti                 | Parti                                   | Premier tour | Premier tour | Second tour | Second tour | Sièges |
| Parti                 | Parti                                   | Voix         | %            | Voix        | %           | Sièges |
| --------------------- | --------------------------------------- | ------------ | ------------ | ----------- | ----------- | ------ |
|                       | Parti communiste français               | 200 955      | 32,77        | 165 249     | 29,32       | 6      |
|                       | Parti socialiste                        | 158 840      | 25,90        | 154 386     | 27,39       | 4      |
|                       | Mouvement des radicaux de gauche        | 7 881        | 1,29         | Retrait     | Retrait     | 0      |
|                       | Union de la gauche                      | 367 676      | 59,96        | 319 635     | 56,71       | 10     |
|                       |                                         |              |              |             |             |        |
|                       | Union des démocrates pour la République | 103 966      | 16,96        | 171 572     | 30,44       | 1      |
|                       | Républicains indépendants               | 20 873       | 3,40         | 39 776      | 7,06        | 0      |
|                       | Divers droite                           | 23 790       | 2,88         | 1 039       | 0,18        | 0      |
|                       | Centre démocratie et progrès            | 15 267       | 2,49         | 20 583      | 3,65        | 0      |
|                       | Union des républicains de progrès       | 163 896      | 26,73        | 232 970     | 41,34       | 1      |
|                       |                                         |              |              |             |             |        |
|                       | Mouvement réformateur                   | 62 059       | 10,12        | 11 002      | 1,95        | 0      |
|                       | Front national                          | 12 215       | 1,99         |             |             | 0      |
|                       | Extrême gauche dont LO et LCR           | 5 350        | 0,87         | 0           |             |        |
|                       | Gaullistes d'opposition                 | 1 041        | 0,17         | 0           |             |        |
|                       | Socialistes indépendants                | 929          | 0,15         | 0           |             |        |
|                       |                                         |              |              |             |             |        |
| Inscrits              | Inscrits                                | 825 781      | 100,00       | 756 883     | 100,00      | 11     |
| Abstentions           | Abstentions                             | 199 310      | 24,14        | 171 786     | 22,7        |        |
| Votants               | Votants                                 | 626 471      | 75,86        | 585 097     | 77,3        |        |
| Blancs et nuls        | Blancs et nuls                          | 13 305       | 2,12         | 21 490      | 3,67        |        |
| Exprimés              | Exprimés                                | 613 166      | 97,88        | 563 607     | 96,33       |        |
| Source : Data.gouv.fr |                                         |              |              |             |             |        |

### Résultats par circonscription

#### Première circonscription
| Candidat       | Candidat                    | Parti          | Premier tour | Premier tour | Second tour | Second tour |  |
| Candidat       | Candidat                    | Parti          | Voix         | %            | Voix        | %           |  |
| -------------- | --------------------------- | -------------- | ------------ | ------------ | ----------- | ----------- |  |
|                | Joseph Comiti sortant réélu | UDR (URP)      | 11 532       | 37,98        | 17 743      | 55,68       |  |
|                | Bastien Leccia              | PS (UGSD)      | 7 563        | 24,91        | 14 121      | 44,32       |  |
|                | Robert Allione              | PCF            | 4 931        | 16,24        | Retrait     | Retrait     |  |
|                | Jacques Zattara             | CD (MR)        | 3 641        | 11,99        |             |             |  |
|                | Jacques Rastoin             | CNIP           | 1 922        | 6,33         |             |             |  |
|                | Jacqueline Reboux           | FN             | 773          | 2,55         |             |             |  |
|                |                             |                |              |              |             |             |  |
| Inscrits       | Inscrits                    | Inscrits       | 46 576       | 100,00       | 46 582      | 100,00      |  |
| Abstentions    | Abstentions                 | Abstentions    | 15 646       | 33,59        | 13 876      | 29,79       |  |
| Votants        | Votants                     | Votants        | 30 930       | 66,41        | 32 706      | 70,21       |  |
| Blancs et nuls | Blancs et nuls              | Blancs et nuls | 568          | 1,84         | 842         | 2,57        |  |
| Exprimés       | Exprimés                    | Exprimés       | 30 362       | 98,16        | 31 864      | 97,43       |  |

#### Deuxième circonscription
| Candidat       | Candidat              | Parti          | Premier tour | Premier tour | Second tour | Second tour |  |
| Candidat       | Candidat              | Parti          | Voix         | %            | Voix        | %           |  |
| -------------- | --------------------- | -------------- | ------------ | ------------ | ----------- | ----------- |  |
|                | Pierre Lucas sortant  | UDR (URP)      | 18 250       | 28,77        | 32 228      | 48,79       |  |
|                | Charles-Émile Loo élu | PS (UGSD)      | 18 008       | 28,39        | 33 828      | 51,21       |  |
|                | Pierre Laugier        | PCF            | 12 382       | 19,52        | Retrait     | Retrait     |  |
|                | Jean Chélini          | CD (MR)        | 9 874        | 15,56        | Retrait     | Retrait     |  |
|                | Jean-Claude Gaudin    | CNIP           | 3 244        | 5,11         |             |             |  |
|                | Roland Soler          | FN             | 1 680        | 2,65         |             |             |  |
|                |                       |                |              |              |             |             |  |
| Inscrits       | Inscrits              | Inscrits       | 89 000       | 100,00       | 88 999      | 100,00      |  |
| Abstentions    | Abstentions           | Abstentions    | 24 527       | 27,56        | 21 167      | 23,78       |  |
| Votants        | Votants               | Votants        | 64 473       | 72,44        | 67 832      | 76,22       |  |
| Blancs et nuls | Blancs et nuls        | Blancs et nuls | 1 035        | 1,61         | 1 776       | 2,62        |  |
| Exprimés       | Exprimés              | Exprimés       | 63 438       | 98,39        | 66 056      | 97,38       |  |

#### Troisième circonscription
| Candidat       | Candidat                      | Parti          | Premier tour | Premier tour | Second tour | Second tour |  |
| Candidat       | Candidat                      | Parti          | Voix         | %            | Voix        | %           |  |
| -------------- | ----------------------------- | -------------- | ------------ | ------------ | ----------- | ----------- |  |
|                | Gaston Defferre sortant réélu | PS (UGSD)      | 13 789       | 36,08        | 24 149      | 62,82       |  |
|                | Louis Calisti                 | PCF            | 9 288        | 24,3         | Retrait     | Retrait     |  |
|                | Félicien Grimaldi             | UDR (URP)      | 8 840        | 23,13        | 14 294      | 37,18       |  |
|                | Simone Cassagne-Imbert        | CD (MR)        | 2 938        | 7,69         |             |             |  |
|                | François Sinapi               | Divers gauche  | 929          | 2,43         |             |             |  |
|                | Jacques Cochet                | FN             | 824          | 2,16         |             |             |  |
|                | René Randoulet                | CNIP           | 706          | 1,85         |             |             |  |
|                | Michel Spagnol                | LCR            | 668          | 1,75         |             |             |  |
|                | André Giraudet                | Divers droite  | 236          | 0,62         |             |             |  |
|                |                               |                |              |              |             |             |  |
| Inscrits       | Inscrits                      | Inscrits       | 56 965       | 100,00       | 56 965      | 100,00      |  |
| Abstentions    | Abstentions                   | Abstentions    | 17 994       | 31,59        | 17 377      | 30,5        |  |
| Votants        | Votants                       | Votants        | 38 971       | 68,41        | 39 588      | 69,5        |  |
| Blancs et nuls | Blancs et nuls                | Blancs et nuls | 753          | 1,93         | 1 145       | 2,89        |  |
| Exprimés       | Exprimés                      | Exprimés       | 38 218       | 98,07        | 38 443      | 97,11       |  |

#### Quatrième circonscription
|                | François Billoux sortant réélu | PCF            | 26 188 | 52,9   |  |  |  |
|                | Jacques Godard                 | PS (UGSD)      | 9 751  | 19,7   |  |  |  |
|                | Antoine Tafani                 | UDR (URP)      | 7 694  | 15,54  |  |  |  |
|                | Jean-Marc Gazagnaire           | Rad (MR)       | 2 745  | 5,55   |  |  |  |
|                | Jean-Pierre Fouque             | CNIP           | 1 315  | 2,66   |  |  |  |
|                | Théodore Balalas               | FN             | 926    | 1,87   |  |  |  |
|                | Annick Marsault                | LO             | 884    | 1,79   |  |  |  |
|                |                                |                |        |        |  |  |  |
| Inscrits       | Inscrits                       | Inscrits       | 68 904 | 100,00 |  |  |  |
| Abstentions    | Abstentions                    | Abstentions    | 18 484 | 26,83  |  |  |  |
| Votants        | Votants                        | Votants        | 50 420 | 73,17  |  |  |  |
| Blancs et nuls | Blancs et nuls                 | Blancs et nuls | 917    | 1,82   |  |  |  |
| Exprimés       | Exprimés                       | Exprimés       | 49 503 | 98,18  |  |  |  |

#### Cinquième circonscription
| Candidat       | Candidat               | Parti          | Premier tour | Premier tour | Second tour | Second tour |  |
| Candidat       | Candidat               | Parti          | Voix         | %            | Voix        | %           |  |
| -------------- | ---------------------- | -------------- | ------------ | ------------ | ----------- | ----------- |  |
|                | Georges Lazzarino élu  | PCF            | 12 742       | 31,17        | 22 229      | 54,35       |  |
|                | Marius Massias         | PS (UGSD)      | 10 309       | 25,22        | Retrait     | Retrait     |  |
|                | Robert Gardeil sortant | RI (URP)       | 10 115       | 24,74        | 18 669      | 45,65       |  |
|                | Éliane Perasso         | MR             | 3 748        | 9,17         |             |             |  |
|                | Marcel Leclerc         | Divers droite  | 2 075        | 5,08         |             |             |  |
|                | Henry Moreau           | FN             | 1 334        | 3,26         |             |             |  |
|                | Christine Diebolt      | LO             | 556          | 1,36         |             |             |  |
|                |                        |                |              |              |             |             |  |
| Inscrits       | Inscrits               | Inscrits       | 57 816       | 100,00       | 57 815      | 100,00      |  |
| Abstentions    | Abstentions            | Abstentions    | 16 154       | 27,94        | 15 060      | 26,05       |  |
| Votants        | Votants                | Votants        | 41 662       | 72,06        | 42 755      | 73,95       |  |
| Blancs et nuls | Blancs et nuls         | Blancs et nuls | 783          | 1,88         | 1 857       | 4,34        |  |
| Exprimés       | Exprimés               | Exprimés       | 40 879       | 98,12        | 40 898      | 95,66       |  |

#### Sixième circonscription
| Candidat       | Candidat                    | Parti          | Premier tour | Premier tour | Second tour | Second tour |  |
| Candidat       | Candidat                    | Parti          | Voix         | %            | Voix        | %           |  |
| -------------- | --------------------------- | -------------- | ------------ | ------------ | ----------- | ----------- |  |
|                | Edmond Garcin sortant réélu | PCF            | 25 234       | 45,35        | 32 716      | 60,78       |  |
|                | Charles Bonifay             | PS (UGSD)      | 10 877       | 19,55        | Retrait     | Retrait     |  |
|                | Louis Noell                 | RI (URP)       | 10 758       | 19,33        | 21 107      | 39,22       |  |
|                | François Roure              | CD (MR)        | 4 377        | 7,87         |             |             |  |
|                | Jean-Louis Boniffacy        | CNIP           | 1 581        | 2,84         |             |             |  |
|                | Nicole Pépin-Malherbe       | FN             | 1 152        | 2,07         |             |             |  |
|                | Charles Montaldi            | FP             | 1 041        | 1,87         |             |             |  |
|                | Marc Fratani                | LCR            | 624          | 1,12         |             |             |  |
|                |                             |                |              |              |             |             |  |
| Inscrits       | Inscrits                    | Inscrits       | 71 617       | 100,00       | 71 598      | 100,00      |  |
| Abstentions    | Abstentions                 | Abstentions    | 14 639       | 20,44        | 15 202      | 21,23       |  |
| Votants        | Votants                     | Votants        | 56 978       | 79,56        | 56 396      | 78,77       |  |
| Blancs et nuls | Blancs et nuls              | Blancs et nuls | 1 334        | 2,34         | 2 573       | 4,56        |  |
| Exprimés       | Exprimés                    | Exprimés       | 55 644       | 97,66        | 53 823      | 95,44       |  |

#### Septième circonscription
| Candidat       | Candidat                      | Parti          | Premier tour | Premier tour | Second tour | Second tour |  |
| Candidat       | Candidat                      | Parti          | Voix         | %            | Voix        | %           |  |
| -------------- | ----------------------------- | -------------- | ------------ | ------------ | ----------- | ----------- |  |
|                | Paul Cermolacce sortant réélu | PCF            | 14 196       | 41,26        | 20 198      | 60,2        |  |
|                | Marcel Paoli                  | MRG (UGSD)     | 7 881        | 22,91        | Retrait     | Retrait     |  |
|                | Donat Tafani                  | UDR (URP)      | 7 393        | 21,49        | 13 353      | 39,8        |  |
|                | Gérard Montauban              | Rad (MR)       | 3 385        | 9,84         |             |             |  |
|                | Jean-Baptiste Cianfarani      | FN             | 1 552        | 4,51         |             |             |  |
|                |                               |                |              |              |             |             |  |
| Inscrits       | Inscrits                      | Inscrits       | 49 724       | 100,00       | 49 725      | 100,00      |  |
| Abstentions    | Abstentions                   | Abstentions    | 14 481       | 29,12        | 14 591      | 29,34       |  |
| Votants        | Votants                       | Votants        | 35 243       | 70,88        | 35 134      | 70,66       |  |
| Blancs et nuls | Blancs et nuls                | Blancs et nuls | 836          | 2,37         | 1 583       | 4,51        |  |
| Exprimés       | Exprimés                      | Exprimés       | 34 407       | 97,63        | 33 551      | 95,49       |  |

#### Huitième circonscription
| Candidat       | Candidat                 | Parti          | Premier tour | Premier tour | Second tour | Second tour |  |
| Candidat       | Candidat                 | Parti          | Voix         | %            | Voix        | %           |  |
| -------------- | ------------------------ | -------------- | ------------ | ------------ | ----------- | ----------- |  |
|                | Jean Masse sortant réélu | PS (UGSD)      | 20 846       | 31,6         | 40 699      | 61,38       |  |
|                | Marcel Tassy             | PCF            | 18 300       | 27,74        | Retrait     | Retrait     |  |
|                | Maurice Bertrand         | UDR (URP)      | 16 349       | 24,78        | 25 613      | 38,62       |  |
|                | Robert Vincent           | CD (MR)        | 7 923        | 12,01        |             |             |  |
|                | Jean-Pierre Berbérian    | FN             | 1 501        | 2,28         |             |             |  |
|                | Michelle Rebeaux         | LO             | 1 046        | 1,59         |             |             |  |
|                |                          |                |              |              |             |             |  |
| Inscrits       | Inscrits                 | Inscrits       | 88 308       | 100,00       | 88 313      | 100,00      |  |
| Abstentions    | Abstentions              | Abstentions    | 21 165       | 23,97        | 20 146      | 22,81       |  |
| Votants        | Votants                  | Votants        | 67 143       | 76,03        | 68 167      | 77,19       |  |
| Blancs et nuls | Blancs et nuls           | Blancs et nuls | 1 178        | 1,75         | 1 855       | 2,72        |  |
| Exprimés       | Exprimés                 | Exprimés       | 65 965       | 98,25        | 66 312      | 97,28       |  |

#### Neuvième circonscription (Aix-en-Provence)
| Candidat       | Candidat                      | Parti          | Premier tour | Premier tour | Second tour | Second tour |  |
| Candidat       | Candidat                      | Parti          | Voix         | %            | Voix        | %           |  |
| -------------- | ----------------------------- | -------------- | ------------ | ------------ | ----------- | ----------- |  |
|                | Louis Philibert sortant réélu | PS             | 26 528       | 37,26        | 41 589      | 56,84       |  |
|                | Laurent Chazal                | CDP (URP)      | 15 267       | 21,44        | 20 583      | 28,13       |  |
|                | Gilbert Collomb               | PCF            | 14 001       | 19,66        | Retrait     | Retrait     |  |
|                | Alain Joissains               | Rad (MR)       | 13 834       | 19,43        | 11 002      | 15,04       |  |
|                | Gérard Perrier                | LCR            | 1 572        | 2,21         |             |             |  |
|                |                               |                |              |              |             |             |  |
| Inscrits       | Inscrits                      | Inscrits       | 91 692       | 100,00       | 91 698      | 100,00      |  |
| Abstentions    | Abstentions                   | Abstentions    | 18 590       | 20,27        | 17 012      | 18,55       |  |
| Votants        | Votants                       | Votants        | 73 102       | 79,73        | 74 686      | 81,45       |  |
| Blancs et nuls | Blancs et nuls                | Blancs et nuls | 1 900        | 2,6          | 1 512       | 2,02        |  |
| Exprimés       | Exprimés                      | Exprimés       | 71 202       | 97,4         | 73 174      | 97,98       |  |

#### Dixième circonscription (Salon-de-Provence)
| Candidat       | Candidat                   | Parti                     | Premier tour | Premier tour | Second tour | Second tour |  |
| Candidat       | Candidat                   | Parti                     | Voix         | %            | Voix        | %           |  |
| -------------- | -------------------------- | ------------------------- | ------------ | ------------ | ----------- | ----------- |  |
|                | René Rieubon sortant réélu | PCF                       | 38 859       | 39,59        | 54 724      | 57,31       |  |
|                | Michel Pezet               | PS (UGSD)                 | 23 498       | 23,94        | Retrait     | Retrait     |  |
|                | Laurens Deleuil            | URP                       | 20 605       | 20,99        | 39 759      | 41,64       |  |
|                | Étienne Arvanitis          | Divers droite (Gaulliste) | 12 711       | 12,95        | 1 004       | 1,05        |  |
|                | Paul Caire                 | FN                        | 2 473        | 2,52         |             |             |  |
|                |                            |                           |              |              |             |             |  |
| Inscrits       | Inscrits                   | Inscrits                  | 124 276      | 100,00       | 124 277     | 100,00      |  |
| Abstentions    | Abstentions                | Abstentions               | 23 751       | 19,11        | 24 180      | 19,46       |  |
| Votants        | Votants                    | Votants                   | 100 525      | 80,89        | 100 097     | 80,54       |  |
| Blancs et nuls | Blancs et nuls             | Blancs et nuls            | 2 379        | 2,37         | 4 610       | 4,61        |  |
| Exprimés       | Exprimés                   | Exprimés                  | 98 146       | 97,63        | 95 487      | 95,39       |  |

#### Onzième circonscription (Arles)
| Candidat       | Candidat               | Parti          | Premier tour | Premier tour | Second tour | Second tour |  |
| Candidat       | Candidat               | Parti          | Voix         | %            | Voix        | %           |  |
| -------------- | ---------------------- | -------------- | ------------ | ------------ | ----------- | ----------- |  |
|                | Vincent Porelli élu    | PCF            | 24 834       | 37,97        | 35 382      | 55,29       |  |
|                | Charles Privat sortant | PS (UGSD)      | 17 671       | 27,02        | Retrait     | Retrait     |  |
|                | Henri Juramy           | RI (URP)       | 13 303       | 20,34        | 28 582      | 44,66       |  |
|                | Alain Decamps          | MR             | 9 594        | 14,67        | 35          | 0,05        |  |
|                |                        |                |              |              |             |             |  |
| Inscrits       | Inscrits               | Inscrits       | 80 903       | 100,00       | 80 911      | 100,00      |  |
| Abstentions    | Abstentions            | Abstentions    | 13 879       | 17,16        | 13 175      | 16,28       |  |
| Votants        | Votants                | Votants        | 67 024       | 82,84        | 67 736      | 83,72       |  |
| Blancs et nuls | Blancs et nuls         | Blancs et nuls | 1 622        | 2,42         | 3 737       | 5,52        |  |
| Exprimés       | Exprimés               | Exprimés       | 65 402       | 97,58        | 63 999      | 94,48       |  |